# Henri Stoelen
Henri Stoelen (* 2. September 1906 in Brüssel; † 1977 ebenda) war ein belgischer Wasserballspieler, der bei Olympischen Spielen und bei Europameisterschaften je eine Bronzemedaille gewann.

## Karriere
1928 war Stoelen bei den Olympischen Spielen in Amsterdam als Schwimmer für den Wettbewerb über 100 Meter Freistil gemeldet, trat aber nicht an.
1931 bei der Europameisterschaft in Paris spielten alle sieben Mannschaften gegeneinander. Es siegten die Ungarn vor den Deutschen und den Österreichern, die Belgier belegten nach einer 3:4-Niederlage gegen die Tschechoslowakei den vierten Platz. Das Spiel gegen Österreich am vierten Spieltag gaben die Belgier kampflos ab, nachdem sich Stoelen verletzt hatte und Gérard Blitz wegen des Todes seines Vaters abgereist war. Drei Jahre später bei der Europameisterschaft 1934 in Magdeburg wurden die Belgier in der Vorrunde Zweite hinter den Ungarn. In der Finalrunde spielten die Belgier Unentschieden gegen die Schweden und verloren gegen die Deutschen. Bei Punktgleichheit mit den Schweden wurden die Belgier wegen der besseren Tordifferenz Dritte. 1936 bei den Olympischen Spielen in Berlin gewannen die Belgier ihre Vorrundengruppe vor den Niederländern. In ihrer Halbfinalgruppe unterlagen sie den Ungarn und besiegten sie die Briten. Nach einem Sieg über die Franzosen und einer Niederlage gegen die Deutschen erhielten die Belgier die Bronzemedaille. Stoelen spielte als Verteidiger in allen sieben Partien, erzielte aber kein Tor. Zwei Jahre später bei der Europameisterschaft 1938 in London spielten alle Mannschaften gegen alle Mannschaften. Die Belgier gewannen zwei Spiele, spielten einmal Unentschieden und verloren dreimal. Damit wurden sie Vierte hinter Ungarn, Deutschen und den Niederländern.
Nach dem Zweiten Weltkrieg war Henri Stoelen Trainer der belgischen Nationalmannschaft und coachte das Team zum vierten Platz bei den Olympischen Spielen 1948 in London.